# 永済市
永済市（えいさい-し）は中華人民共和国山西省運城市に位置する県級市。山西省の西南の隅にある。市街地の南には中条山脈（中条山）が東西に連なっており、市街地の西方には北から南へ黄河が流れ、その向こうは陝西省渭南市になっている。大同市と西安市を結ぶ同蒲線は、永済市街から蒲州鎮へと東西に市内を貫き、中条山を周りこんで南へ走り、芮城県の風陵渡鎮で黄河南岸に渡っている。2014年には大西旅客専用線が開通し、高速鉄道で大同、西安と結ばれるようになった。

## 歴史
河東あるいは河中とも呼ばれたこの地は楊貴妃、柳宗元、馬遠らの故郷として知られる。
旧称は蒲阪といい、伝説では舜の帝都があったとされる。晋崩壊後、戦国時代には魏に属し、蒲邑と称した。
秦朝により設置された蒲阪県を前身とする。前漢により蒲反県、新代に蒲城県と改称されたが、後漢が成立するとは蒲坂県に戻されている。596年（開皇16年）、隋朝は蒲坂県を廃止し河東県が新設された。1369年（洪武2年）、明朝は河東県を廃止、管轄区域は蒲州の直轄とされた。1728年（雍正6年）、清朝により蒲州は蒲州府に昇格、県域は永済渠にちなんで永済県と改称された。
1900年（光緒25年）に発生した義和団の乱では、反乱軍を支援した皇族の荘親王載勛が八カ国連合軍の北京入城から蒲州に避難し自尽の刑を受けている。1958年には永済県、安邑県、解虞県、臨猗県が合併して運城県が成立している。1961年には運城県より永済県が分割され再設置されている。1994年1月に県級市に昇格し永済市と改編、現在に至る。

## 行政区画
- 街道:城西街道、城北街道、城東街道
- 鎮:虞郷鎮、卿頭鎮、開張鎮、栲栳鎮、蒲州鎮、韓陽鎮、張営鎮

## 経済
永済の鉱工業は軽工業が中心で、域内ではリン、石灰石、石英砂、メノウ、白雲石、鉄、金、銅、鉛、亜鉛などを産する。
また中国北車集団の傘下企業である永済電機公司があり、牽引電動機を全国の鉄道に供給しているほか、日立・東芝・GEなど外資の技術を取り入れ、西安に日立との合弁企業を設けている。
農漁業では小麦、綿花、淡水魚がおもな産品である。この地方の特産品は桑落酒、蒲柿、黄河大鯉魚など。

## 名所
- 五老峰：道教の名山で、東華山とも称した。近くにある古蒲州とともに国家重点風景名勝区に指定されている。
- 蒲津渡：古代には黄河の主要な渡し場であった。蒲津渡と、渡し場のすぐ東にある蒲州故城遺址は全国重点文物保護単位に指定されている。この近くではかつて、一個の重さが60トンに達する唐代の「鉄牛」が四つ出土した。これは中国に現存する最大の鋳鉄製の文物とされる。
- 蒲州故城：唐代に全国を十五に分けた道の一つ、河東道の治所が置かれ、山西省一帯を管轄していた。その遺跡である城壁や城門の遺構は保存状態が良い。
- 鸛鵲楼：王之渙の『鸛雀楼に登る』の一節、「欲窮千里目，更上一層樓」（千里の目を窮めんと欲し、 更に上る一層の楼）で有名な巨大な楼閣。蒲津渡の近くにあったが元代に焼け落ち、1997年に再建された。
- 普救寺：『西廂記』ゆかりの地とされる。